# Козовский сахарный завод
Козовский сахарный завод — предприятие пищевой промышленности в посёлке Козова Тернопольской области.

## История

### 1959—1991
Сахарный завод был построен в соответствии с пятым пятилетним планом развития народного хозяйства СССР в 1954—1959 гг. и введён в эксплуатацию в 1959 году. Общая стоимость предприятия составила 8,5 млн. рублей. Проектная мощность завода изначально составляла 1,5 тыс. тонн сахарной свеклы в сутки. Первый сахар завод произвёл 29 декабря 1959 года.
Оборудование (диффузоры, вакуум-аппараты и турбина) и специалисты для строительства завода прибыли из РСФСР, большинство строителей составляли жители Тернопольской области.
В 1968 году началась реконструкция предприятия. Производственные показатели восьмого пятилетнего плана развития народного хозяйства СССР (1966—1970) завод выполнил на 103,3 %.
В 1971 году на заводе были установлены автоматические линии, что значительно повысило производительность труда.
В 1972 году завод произвёл 240,9 тыс. центнеров сахара-песка. В это время численность работников предприятия составляла 786 человек (46 человек инженерно-технического персонала и 740 рабочих).
В 1975 году реконструкция завода была завершена, после чего перерабатывающие мощности завода составили 2,7 тыс. тонн свеклы в сутки.
В целом, в советское время завод являлся крупнейшим предприятием райцентра.

### После 1991
После провозглашения независимости Украины завод перешёл в ведение Государственного комитета пищевой промышленности Украины. В дальнейшем, государственное предприятие было преобразовано в открытое акционерное общество.
В октябре 1998 года вместе с шестью другими сахарными заводами Тернопольской области Козовский сахарный завод был включён в состав киевской компании ОАО «Тернопільський газопромисловий комплекс», но в 2003 году эти действия были признаны незаконными.
Позднее предприятие было реорганизовано в общество с ограниченной ответственностью. В сезон сахароварения 2007 года завод произвёл 14200 тонн сахара.
В 2011—2014 гг. завод был вновь реконструирован.
В январе 2017 года владельцем завода стала немецкая компания «Pfeifer&Langen».

## Современное состояние
Завод находится в собственности ООО «Радеховский сахар» (структурного подразделения немецкой компании «Pfeifer&Langen»).
Площадь предприятия составляет 240 га, к нему подходят автомобильная дорога и железнодорожные подъездные пути.
Основной продукцией является сахар-песок, побочными продуктами — меласса и серый свекольный жом.